# (200141) 1997 XZ1
(200141) 1997 XZ1 es un asteroide perteneciente al cinturón de asteroides, descubierto el 3 de diciembre de 1997 por Naoto Sato desde el Observatorio de Chichibu, Saitama, Japón.

## Designación y nombre
Designado provisionalmente como 1997 XZ1.

## Características orbitales
1997 XZ1 está situado a una distancia media del Sol de 2,391 ua, pudiendo alejarse hasta 2,578 ua y acercarse hasta 2,203 ua. Su excentricidad es 0,078 y la inclinación orbital 9,049 grados. Emplea 1350,64 días en completar una órbita alrededor del Sol.

## Características físicas
La magnitud absoluta de 1997 XZ1 es 16,4.